# زنده‌باد ماریا!
زنده‌باد ماریا! (انگلیسی: Viva Maria!) یک فیلم کمدی وسترن ماجراجویانه به کارگردانی لویی مال محصول سال ۱۹۶۵ است. زوج هنریِ بریژیت باردو و ژن مورو به‌همراه بازیگرانی نظیر پولت دوبوست، کلاودیو بروک، و جرج همیلتون در فیلم نقش‌آفرینی کردند که ژن مورو توانست جایزه بفتای بهترین بازیگر نقش اول زن را از آنِ خود کند.